# Mazurki (Mazovie)
Pour les articles homonymes, voir Mazurki.
Mazurki (prononciation : [maˈzurki]) est un village polonais de la gmina de Sobolew dans le powiat de Garwolin de la voïvodie de Mazovie dans le centre-est de la Pologne.
Il se situe à environ 7 kilomètres au nord-est de Sobolew (siège de la gmina), 14 kilomètres au sud-est de Garwolin (siège du powiat) et à 69 kilomètres au sud-est de Varsovie (capitale de la Pologne).

## Histoire
De 1975 à 1998, le village appartenait administrativement à la voïvodie de Siedlce.